# 前野正義
前野 正義（まえの まさよし）は、戦国時代ごろの武将。通称：五郎九郎。前野家十二代目当主。

## 生涯
長享3年（1489年）、尾張国の土豪・前野長義の[嫡男に生まれる。永正9年（1512年）、父の長義が亡くなると、前野家を継いで十二代目当主となる。川並衆とも呼ばれた土豪集団に属していた。娘の阿久以を伊勢国北畠家臣森氏の森小一郎の妻にして婿養子とし、小一郎は森正久（前野正久）を名乗った。
大永5年（1525年）、祖先の四代前野時綱が建てた氏神天満宮を再建した。婿の正久もこの地に氏神（正八幡宮）を勧請したため、当時はここに3つの神社があった。明治44年（1911年）10月、天満社の境内社として大日霊社・八幡社を合祀し、前野天満社（愛知県江南市前野町西）として残っている。
弘治2年（1556年）4月20日、美濃国の下剋上大名・斎藤道三が息子の斎藤義龍と戦って討ち死にした（長良川の戦い）。この戦いで勢力を伸ばして勢いづいた齋藤義龍は美濃明智城攻めを行う。この際、清須織田家の織田信長は援軍を遅れる余裕がなく、犬山織田家の織田信清に救援を要請する。この時正義は、生駒家長（小折城）、中島左衛門尉（小口城）、坪内衆（松倉城）、川並衆の蜂須賀正勝・前野長康、婿の森正久らとともに援軍として差し向けられたが、それらは総勢僅か300余騎だった。
同9月21日、援軍が明智城に入った頃には義龍軍も攻撃を開始しており、この戦いで正義は討ち死にし、前野家は弟の前野宗康が継いだ。

## 氏族
前野氏は、桓武天皇皇子の良岑安世を始祖とする良岑氏の系統で、良岑高成（原高成）の子である良岑高長（前野高長）が尾張国丹羽郡前野村（現在の愛知県江南市前野町〜大口町辺り）に移り住んで前野を自称し、その曽孫である前野時綱が正式に名乗ったのが始まりとされている。ここ前野村には前野家屋敷があり、現在も正義の弟の末裔が在住している。

## 系譜
- 祖父：前野時正
- 父：前野小二郎長義
- 母：安井重幸妹か
- 正室：不詳
  - 養子：森勘解由正久（前野小一郎正久）
  - 女子：阿久以（森正久室）